# Charlton, Maryland
Charlton är en ort i Washington County, Maryland, USA.